# First Clay Cove Pond
De First Clay Cove Pond is een meer in Newfoundland en Labrador, de oostelijkste provincie van Canada. Het meer bevindt zich in de gemeente Roddickton-Bide Arm in het noorden van het eiland Newfoundland.

## Geografie
Het meer heeft een oppervlakte van ongeveer 4 hectare. Het ligt aan de rand van het kustdorp Bide Arm op slechts 300 meter van de oevers van de gelijknamige zeearm. Het ruwweg rechthoekige meer is van noord naar zuid 460 meter lang en heeft een maximale breedte van 150 meter. Direct ten westen ervan liggen nog twee meertjes, namelijk achtereenvolgens de Second en de Third Clay Cove Pond.

## Watervoorziening
Het kleine meertje heeft belang doordat het gebruikt wordt voor de watervoorziening van het dorp Bide Arm. De First Clay Cove Pond en de directe omgeving is daarom door de provincie erkend als een waterbeschermingsgebied. Het is onder andere verboden om sneeuwscooters op en rond het meer te gebruiken.